# Operación Clímax de medianoche
La llamada Operación Clímax de Medianoche, o “Midnight Climax Operation” (nombre en inglés siglas MCO), fue una operación establecida inicialmente por Sidney Gottlieb y puesta en marcha bajo la dirección del oficial de la Oficina de Narcóticos George Hunter White bajo el alias de Morgan Hall por la Agencia Central de Inteligencia (CIA) de los Estados Unidos, como uno de los muchos experimentos del Proyecto MK Ultra, el programa de investigación de control mental de la CIA que se inició en la década de 1950.

## Inicios
El proyecto consistía en una red de Casas de Seguridad de la CIA en San Francisco, Marin y Nueva York. Se estableció con el fin de estudiar los efectos del LSD en personas sin previo consentimiento. Prostitutas en la nómina de la CIA fueron instruidas para atraer a los clientes nuevamente a las casas de seguridad, donde se les aplicaba subrepticiamente una amplia gama de sustancias, incluyendo LSD, introducidas disimuladamente en sus copas y estos fueron monitoreados (filmando todo lo que sucedía desde detrás de cristales unidireccionales o falsos espejos). Varias técnicas operativas importantes se desarrollaron en este teatro, que incluye una amplia investigación sobre el chantaje sexual, la tecnología de vigilancia y el posible uso de drogas que alteran la mente en las operaciones de campo, con el objeto de que algún día pudieran servir para extraer información secreta a funcionarios extranjeros.

## Término
Las casas de seguridad fueron suspendidas drásticamente en 1962, a raíz de un informe del inspector general de la CIA John Earman que recomienda el cierre de las instalaciones. Las casas de seguridad de San Francisco fueron cerradas en 1965, y las casas de seguridad de la ciudad de Nueva York pronto siguieron en 1966.

## Noticia
MK Ultra salió a la luz en la primavera de 1963 durante un estudio de amplio alcance de la División de Servicios Técnicos de la CIA. John K. Vance, un miembro del equipo directivo personal del inspector general de la CIA John Earman, hombre de firmes convicciones religiosas que se sintió especialmente escandalizado por la falta de ética de sus colegas, descubrió que la agencia estaba ejecutando un proyecto de investigación que incluyó la administración de LSD y otras drogas a sujetos humanos involuntarios.